# 亞歷山德里夫卡 (波季利斯克市鎮)
47°46′0″N 29°36′30″E / 47.76667°N 29.60833°E
亞歷山德里夫卡（烏克蘭語：Олександрівка），是烏克蘭的村落，位於該國西南部敖德薩州，由波季利斯克區的波季利斯克市鎮負責管轄，始建於1810年，面積1.35平方公里，海拔高度155米，2001年人口410，人口密度每平方公里303.7人。